# Касталија (Ајова)
Касталија (енгл. Castalia) град је у америчкој савезној држави Ајова. По попису становништва из 2010. у њему је живело 173 становника.

## Демографија
Према попису становништва из 2010. у граду је живело 173 становника, што је -2 (-1.1%) становника више него 2000. године.
| Група             | 2000.       | 2010.       |
| Белци             | 164 (93,7%) | 171 (98,8%) |
| Афроамериканци    | 0 (0,0%)    | 0 (0,0%)    |
| Азијати           | 0 (0,0%)    | 0 (0,0%)    |
| Хиспаноамериканци | 7 (4,0%)    | 2 (1,2%)    |
| Укупно            | 175         | 173         |